# Сезон чоловічої збірної України з волейболу 2005
З травня по серпень 2005 року чоловіча збірна України брала участь у відбірковому турнірі на світову першість 2006 року. Змагання проходило в три етапи.
У вересні виступала на чемпіонаті Європи. Всі ігри в групі А пройшли в італійському Римі.

## Відбір на чемпіонат світу

### Другий етап
У кваліфікації збірна України стартувала з другого етапу. Ігри в групі F пройшли в Опаві (Чехія).
Матчі
| Дата      | Час   |         | Рахунок |         | Сет 1 | Сет 2 | Сет 3 | Сет 4 | Сет 5 | Всього | Звіт   |
| --------- | ----- | ------- | ------- | ------- | ----- | ----- | ----- | ----- | ----- | ------ | ------ |
| 27 травня | 19:30 | Данія   | 1–3     | Україна | 14–25 | 25–21 | 24–26 | 22–25 |       | 85–97  | Report |
| 28 травня | 19:30 | Україна | 3–0     | Англія  | 25–19 | 25–20 | 25–12 |       |       | 75–51  | Report |
| 29 травня | 14:30 | Чехія   | 1–3     | Україна | 25–19 | 22–25 | 19–25 | 23–25 |       | 89–94  | Report |

Таблиця
| № | Збірна  | Очки | Виграші | Поразки | Сети | Сети |
| № | Збірна  | Очки | Виграші | Поразки | В    | П    |
| - | ------- | ---- | ------- | ------- | ---- | ---- |
| 1 | Україна | 6    | 3       | 0       | 9    | 2    |
| 2 | Чехія   | 4    | 2       | 1       | 7    | 3    |
| 3 | Данія   | 2    | 1       | 2       | 4    | 6    |
| 4 | Англія  | 0    | 0       | 2       | 0    | 9    |

### Третій етап
Матчі в групі I пройшли в італійському Неаполі.
| Дата     | Час   |           | Рахунок |         | Сет 1 | Сет 2 | Сет 3 | Сет 4 | Сет 5 | Всього  | Звіт   |
| -------- | ----- | --------- | ------- | ------- | ----- | ----- | ----- | ----- | ----- | ------- | ------ |
| 29 липня | 18:00 | Німеччина | 3–2     | Україна | 34–32 | 20–25 | 25–17 | 27–29 | 15–11 | 121–114 | Report |
| 30 липня | 20:30 | Україна   | 0–3     | Італія  | 13–25 | 24–26 | 14–25 |       |       | 51–76   | Report |
| 31 липня | 18:00 | Україна   | 3–2     | Іспанія | 23–25 | 25–21 | 21–25 | 25–17 | 15–10 | 109–98  | Report |

Таблиця
| № | Збірна    | Очки | Виграші | Поразки | Сети | Сети |
| № | Збірна    | Очки | Виграші | Поразки | В    | П    |
| - | --------- | ---- | ------- | ------- | ---- | ---- |
| 1 | Німеччина | 6    | 3       | 0       | 9    | 4    |
| 2 | Італія    | 4    | 2       | 1       | 8    | 3    |
| 3 | Україна   | 2    | 1       | 2       | 5    | 8    |
| 4 | Іспанія   | 0    | 0       | 2       | 2    | 9    |

### Плейоф
Збірні, які посіли на третьому етапі треті місця в своїх групах, грали між собою за останню путівку на чемпіонат світу від Європейської конфедерації волейболу.
Матчі
| Дата      | Час   |          | Рахунок |            | Сет 1 | Сет 2 | Сет 3 | Сет 4 | Сет 5 | Всього | Звіт   |
| --------- | ----- | -------- | ------- | ---------- | ----- | ----- | ----- | ----- | ----- | ------ | ------ |
| 19 серпня | 15:30 | Україна  | 1–3     | Португалія | 23–25 | 29–27 | 14–25 | 22–25 |       | 88–102 | Report |
| 20 серпня | 18:00 | Болгарія | 3–1     | Україна    | 25–20 | 24–26 | 25–17 | 25–21 |       | 99–84  | Report |
| 21 серпня | 15:30 | Україна  | 1–3     | Нідерланди | 18–25 | 21–25 | 26–24 | 20–25 |       | 85–99  | Report |

Таблиця
| № | Збірна     | Очки | Виграші | Поразки | Сети | Сети |
| № | Збірна     | Очки | Виграші | Поразки | В    | П    |
| - | ---------- | ---- | ------- | ------- | ---- | ---- |
| 1 | Болгарія   | 6    | 3       | 0       | 9    | 3    |
| 2 | Португалія | 4    | 2       | 1       | 6    | 5    |
| 3 | Нідерланди | 2    | 1       | 2       | 6    | 7    |
| 4 | Україна    | 0    | 0       | 3       | 3    | 9    |

### Статистика
Відсутні протоколи матчів другого етапу в чеській Опаві.
| N° | Волейболіст            | Позиція | Ігри | Сети | Очки | Ср.  | Примітки |
| -- | ---------------------- | ------- | ---- | ---- | ---- | ---- | -------- |
| 1  | Сергій Шульга          |         | 6    | 10   | 2    | 0,2  |          |
| 2  | Сергій Щавінський ()   |         | 6    | 23   | 14   | ,    |          |
| 3  | Максим Пантелеймоненко |         | 6    | 19   | 47   | ,    |          |
| 4  | Володимир Титаренко    |         | 6    | 24   | 42   | ,    |          |
| 6  | Андрій Сидоренко       |         | 6    | 21   | 60   | ,    |          |
| 8  | Сергій Середа          | ліберо  | 6    | 25   | 0    | 0    |          |
| 9  | Олексій Гатін          |         | 6    | 21   | 59   | ,    |          |
| 10 | Володимир Татаринцев   |         | 3    | 10   | 24   | 2,4  |          |
| 11 | Дмитро Вдовін          |         | 2    | 8    | 6    | 0,75 |          |
| 12 | Микола Павлов          |         | 5    | 14   | 38   | ,    |          |
| 14 | Віталій Кіктєв         |         | 6    | 21   | 14   | ,    |          |
| 16 | Роман Добриця          |         | 6    | 23   | 55   | ,    |          |
| 17 | Микола Рудницький      |         | 4    | 7    | 9    | ,    |          |

## Чемпіонат Європи
Матчі
| Дата      | Час |          | Рахунок |            | Сет 1 | Сет 2 | Сет 3 | Сет 4 | Сет 5 | Всього | Звіт |
| --------- | --- | -------- | ------- | ---------- | ----- | ----- | ----- | ----- | ----- | ------ | ---- |
| 3 вересня |     | Україна  | 0–3     | Росія      | –     | –     | –     |       |       | 0–0    |      |
| 4 вересня |     | Італія   | 3–0     | Україна    | –     | –     | –     |       |       | 0–0    |      |
| 5 вересня |     | Україна  | 2–3     | Португалія | –     | –     | –     | –     | –     | 0–0    |      |
| 7 вересня |     | Україна  | 1–3     | Польща     | –     | –     | –     | –     |       | 0–0    |      |
| 8 вересня |     | Хорватія | 3–0     | Україна    | –     | –     | –     |       |       | 0–0    |      |

Таблиця
| № | Збірна     | Очки | Ігри | Виграші | Поразки | Сети | Сети | Сети  | М'ячі | М'ячі | М'ячі |
| № | Збірна     | Очки | Ігри | Виграші | Поразки | В    | П    | В:П   | В     | П     | В:П   |
| - | ---------- | ---- | ---- | ------- | ------- | ---- | ---- | ----- | ----- | ----- | ----- |
| 1 | Росія      | 10   | 5    | 5       | 0       | 15   | 5    | 3.000 | 485   | 444   | 1.092 |
| 2 | Італія     | 9    | 5    | 4       | 1       | 13   | 4    | 3.250 | 413   | 370   | 1.116 |
| 3 | Польща     | 8    | 5    | 3       | 2       | 10   | 7    | 1.429 | 413   | 387   | 1.067 |
| 4 | Хорватія   | 7    | 5    | 2       | 3       | 9    | 11   | 0.818 | 427   | 442   | 0.966 |
| 5 | Португалія | 6    | 5    | 1       | 4       | 6    | 14   | 0.429 | 409   | 458   | 0.893 |
| 6 | Україна    | 5    | 5    | 0       | 5       | 3    | 15   | 0.200 | 380   | 426   | 0.892 |

Склад
| N° | Волейболіст            |
| -- | ---------------------- |
| 1  | Сергій Шульга          |
| 2  | Сергій Щавінський      |
| 3  | Максим Пантелеймоненко |
| 4  | Володимир Титаренко    |
| 6  | Андрій Сидоренко       |
| 8  | Сергій Середа          |
| 9  | Олексій Гатін          |
| 12 | Микола Павлов          |
| 14 | Віталій Кіктєв         |
| 16 | Роман Добриця          |
| 17 | Микола Рудницький      |
|    | В'ячеслав Гулін        |